# Salvatore Maria Di Blasi
Salvatore Maria Di Blasi (Palermo, 26 dicembre 1719 – Palermo, 28 aprile 1814) è stato un archivista e bibliotecario italiano.

## Biografia
Nato a Palermo, da nobile famiglia, venne avviato giovanissimo alla vita ecclesiastica. Fu professo nel monastero di San Martino alle Scale di Palermo.
Fratello di Giovanni Evangelista,  dopo l'ordinazione sacerdotale, intorno al 1747, fu tra i fondatori a Palermo dell'Accademia, che andò svilupparsi intorno a dom Giuseppe Antonio de Requesens, priore benedettino di San Carlo e vescovo di Siracusa.

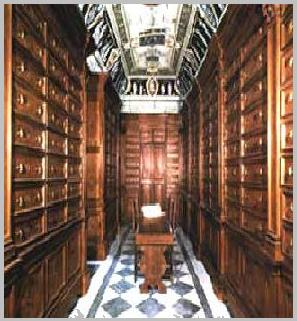
L'Archivio dell'Abbazia Santissima Trinità di Cava

Il Di Blasi fin da giovane si dedicò agli studi teologici, letterari e scientifici. Fu in relazione epistolare con i vari intellettuali e letterati del suo tempo, Girolamo Tiraboschi, Paolo Maria Paciaudi, Giovan Battista Passeri, Anton Francesco Gori.
Raccolse reperti archeologici e geologici; acquistò e consultò libri e manoscritti rari e preziosi entrando in rapporto continuativo con alcuni dei librai più forniti ed informati del tempo, promuovendo scambi culturali e commerciali tra la Sicilia e le altre regioni italiane. La passione spinse poi il Di Blasi a dedicarsi alla ricerca di nuovi metodi di riordino, classificazione e conservazione del materiale librario. Fondò e diresse la biblioteca di Messina su incarico del fratello Gabriele Maria che era vescovo in quella città.
Il 15 settembre 1778, dom Salvatore Di Biasi, fu chiamato a Cava, presso Salerno, da dom Tiberio Ortiz Abate dell'Abbazia della Santissima Trinità che gli affidò il riordino dell'importante archivio del monastero.
Riordinò l'archivio cavense ricco di circa sessantamila scritture avendo come principale supporto l'importante Dictionarium Cavense compilato tra il 1595 ed il 1599 da dom Agostino Venieri (Venereo). Lo studio del prezioso materiale documentario consentì al Di Blasi di produrre molti pregevoli saggi, tuttora rimasti in gran parte inediti. Nel Chronicon ex tabulario SS.mae Trinitatis Cavae excerptum ricostruì la storia del monastero di San Benedetto di Salerno dalla fondazione (793) fino al 1628. L'opera che gli valse la maggior fama fu la Series Principum qui Langobardorum aetate Salerni imperarunt... a vulgari anno 840 ad annum 1077.
Tornato in Sicilia, dopo il 1775 il Di Blasi si fermò per circa due mesi a Catania, dove curò l'archivio del Monastero di San Nicolò l'Arena. Rientrato definitivamente a Palermo, nel 1788, venne eletto abate del badia di San Martino alle Scale e direttore del Reggio Museo ex gesuitico e presidente dell'Accademia del Buon Gusto. Dopo il periodo di sospensione dovuto alla sua assenza da Palermo, riprese le pubblicazioni del suo periodico con il nuovo titolo Nuova Raccolta di opuscoli di autori siciliani, che continuò regolarmente fino al 1797, di cui fu direttore e redattore, oltreché distributore, organizzatore e, in parte, finanziatore.
Il Di Blasi morì a Palermo il 29 aprile 1814, mentre traduceva dal francese un'opera di Bernard de Montfaucon.